# 梅花山街道
梅花山街道原是中国山东省青岛市莱西市下辖的一个街道，现已撤销。

## 行政区划
现辖：
斜岚村、于家岭村、东爻子埠村、西爻子埠村、大疃村、圈子村、北七格庄村、敬格庄村、南七格庄村、后车兰泊村、前车兰泊村、封家泊村、风台埠村、刘家村、胡家村、姜家村、战家村、姜家泊村、上马庄村、下马庄村、寨庄村、产芝村、北庄扶村、中庄扶村、小夼村、茂芝场村和谭家庄村。